# Challenge des champions 1959
Navigation
Marseille 1958 Nantes 1960
Le Challenge des champions 1959 est la cinquième édition du Challenge des champions, épreuve qui oppose le champion de France au vainqueur de la Coupe de France. Disputée le 2 juin 1959 au Parc des Princes à Paris en France devant 5 006 spectateurs, la rencontre est remportée par Le Havre AC contre l'OGC Nice sur le score de 2-0 (2-0 à la mi-temps). L'arbitre de la rencontre est M. Édouard Harzic.

## Participants
La rencontre oppose Le Havre AC à l'OGC Nice. Les Niçois se qualifient au titre de leur victoire en Championnat de France de football 1958-1959 et les Havrais se qualifient pour le Challenge des champions grâce à leur victoire en Coupe de France de football 1958-1959. 

## Rencontre
L'algérien Hocine Bouchache ouvre le score 1-0 pour Le Havre à la 28e minute de jeu. André Strappe creuse l'écart à 2-0 à la 38e minute pour les Havrais et permet à son club de remporter l'épreuve. Les Havrais imposent leur jeu sur quasiment toute la partie, excepté le dernier quart d'heure.

## Feuille de match
| 2 juin 1959 | Le Havre AC                 | 2 - 0   | OGC Nice | Parc des Princes, Paris                        |                                                |
|             | Bouchache 28e · Strappe 38e | (2 - 0) |          | Spectateurs : 5 006 Arbitrage : Édouard Harzic | Spectateurs : 5 006 Arbitrage : Édouard Harzic |

| Le Havre | Nice |

|              | Gardien de but  | Christian Villenave |
|              | D               | Jean-Louis Lagadec  |
|              | D               | Kacem Hassouna      |
|              | D               | Albert Eloy         |
|              | M               | Jacques Meyer       |
|              | M               | Édouard Salzborn    |
|              | A               | Hocine Bouchache    |
|              | A               | Jacques Ferrari     |
|              | A               | Valentin Navarro    |
|              | A               | André Strappe       |
|              | A               | Frédéric N'Doumbé   |
| Entraîneur : |                 |                     |
|              | Lucien Jasseron |                     |

|              | Gardien de but | Georges Lamia     |  |  |  |
|              | D              | Alain Cornu       |  |  |  |
|              | D              | Pancho Gonzales   |  |  |  |
|              | D              | Alphonse Martinez |  |  |  |
|              | M              | Vincent Scanella  |  |  |  |
|              | M              | François Milazzo  |  |  |  |
|              | A              | Jacques Faivre    |  |  |  |
|              | A              | Alberto Muro      |  |  |  |
|              | A              | André Boragno     |  |  |  |
|              | A              | Victor Nurenberg  |  |  |  |
|              | A              | Jacques Foix      |  |  |  |
| Entraîneur : |                |                   |  |  |  |
|              | Lucien Leduc   |                   |  |  |  |